# دهستان کامفیروز جنوبی
دهستان کامفیروز جنوبی نام دهستانی فارس‌نشین در بخش کامفیروز شهرستان مرودشت، استان فارس در ایران است. براساس سرشماری مرکز آمار ایران در سال ۱۳۸۵، جمعیت آن ۷۳۷۷ نفر (۱۵۶۸ خانوار) بوده‌است.